# Roland Schweitzer
Pour les articles homonymes, voir Schweitzer.
Roland Schweitzer est un architecte et urbaniste français, né le 15 octobre 1925 à Bruyères (Vosges) et mort le 7 août 2018,.
Ancien élève d’Auguste Perret et de Jean Prouvé, diplômé en 1953. Spécialiste de l’architecture en bois et de son histoire, notamment au Japon, son approche de l'architecture prône des valeurs écologiques et solidaires. Il est l'un des pionniers du renouveau de l'architecture en bois en France.  Il est influencé par l'architecture scandinave, dont celle d'Alvar Aalto, et par l'architecture japonaise traditionnelle et moderne, dont celle de Sakakura, lui-même disciple de Le Corbusier. Il cherche dans ses réalisations une harmonie avec le site, une fluidité des circulations, des jeux de transparence et la légèreté des structures. Ses matériaux de construction principaux sont le verre, le béton brut et le bois, dont il est un spécialiste mondialement reconnu.

## Biographie

### Origines et formation
Né en 1925 à Bruyères dans les Vosges d’un père présenté comme admirateur de Le Corbusier, Roland Schweitzer reçoit son premier choc architectural à 12 ans en visitant le Pavillon du Japon réalisé par Junzo Sakakura pour l’Exposition internationale de 1937 à Paris. Formé à l’école régionale de Strasbourg, mais également auprès d’Auguste Perret et de Jean Prouvé, il obtient son diplôme en 1953.

### Carrière
On peut distinguer trois périodes : la période Auberge de Jeunesse et Centres de vacances, la période urbaine en région parisienne et la période conférences. 

#### Première période
Dès 1954, il est Architecte Conseil National de la Fédération des Auberges de Jeunesse. Il participe à l'analyse et à la refonte des normes concernant Auberges de jeunesse, gîtes ruraux, centres de stages, villages de vacances familiales et centres aérés et publie au Moniteur des Travaux Publics, puis participe en 1960 au Séminaire technique concernant les Auberges de Jeunesse à Hambourg, et en 1971 au Séminaire européen sur l'architecture des Auberges de Jeunesse à Kolding (Danemark). Il réalise une dizaine d'auberges de jeunesse en France et en conçoit cinq de plus qui ne seront pas réalisées. En 1958, la JPA lui demande de travailler sur la Maison familiale expérimentale du château de Viazac, en concertation avec l'organisateur de la JPA, Albert Varier . Cette concertation se poursuit quand il devient Architecte Conseil National de la JPA, des CEMÉA, des FRANCAS . Après Viazac, il conçoit Lavaur, Bordeaux-Saint-Clair, Bénouville, Ballan-Miré et Cieux. C'est durant ces années et dans ces réalisations qu'il définit son vocabulaire architectural le plus personnel, dont la colonie du Four à Cieux, classé au Patrimoine du XXe siècle, constitue «une opération majeure», selon l'architecte : il y tiendra des séminaires avec ses élèves architectes . Son style se caractérise par une construction en rez-de-chaussée, parfois sur pilotis, toit plat, système poteau poutre bois et grandes surfaces vitrées.

#### Deuxième période: architecte coordonnateur à Paris
À Paris à partir des années 1980, Roland Schweitzer est architecte coordonnateur pour la ZAC de Reuilly, puis pour l'opération LA JARRIGE et en 1991 pour le Secteur TOLBIAC-NORD de la ZAC Paris Rive Gauche. Il construit des ensembles comme l'Institut Sainte-Clotilde comprenant C.E.S., internat, gymnase et chapelle. Il construit aussi sept ensembles de logements sociaux, sur Paris et la région parisienne.

#### Troisième période
À partir des années 2000, Roland Schweitzer se consacre essentiellement à la transmission de son savoir et voyage à travers le monde en gardant toujours un coup de cœur pour le Japon et ses traditions architecturales bois.
Il est l'invité de nombreuses écoles et continu de faire des conférences.

### L'enseignant
Roland Schweitzer enseigne l'architecture et participe à la réflexion sur cet enseignement. En mai 1968, il participe à la Commission de réforme de l'enseignement de l'architecture à l'ENSBA. De 1969 à 1991, il est Professeur, Chef d'Atelier à l'École d'Architecture UP7. En 1984, il crée un certificat de 3e cycle «Le Bois dans l'Architecture» et est directeur de ce cours jusqu'en 1991. Il est expert représentant le corps enseignant français au Comité Consultatif de la Formation en Architecture à Bruxelles de 1987 à 2000, et président de ce Comité en 1990 et 1991. En parallèle, il est co-organisateur du cours post-grade international ingénieur-architecte dirigé par les Professeurs Julius Natterer et Jean-Luc Sandoz à l'EPFL. 
Sa fille, l'architecte Marie Schweitzer, poursuit sa recherche dans le domaine du bois. 

### Mort
Décédé le 7 août 2018, de nombreux hommages lui sont consacrés : 
- Hommage national, par Françoise Nyssen, Ministre de la culture[11]
- Hommage de l'Académie d'Architecture, il y siégeait en qualité de membre titulaire[12]
- Hommage de l'ensemble de la filière lors du Forum International Bois Construction, par Kazumasa Watanabé[13]

## Décorations et distinctions
- 1982 Grand Prix d'Architecture Haut-Marbuzet
- 1983 Médaille Le Soufaché de l'Académie d'Architecture
- 1987  Chevalier de la Légion d'honneur
- 1989 Médaille d'honneur de l'Académie d'Architecture
- Commandeur de l'ordre des Arts et des Lettres

## Réalisations inscrites au patrimoine duXXesiècleet autres distinctions
- 1964-1973, Centre de vacances du Four JPA classé au patrimoine du XXe siècle, Cieux, Haute-Vienne  [14],
- 1965-1969, Village de vacances du Lac du Gril classé au patrimoine du XXe siècle, Egletons, Corrèze [15],
- 1983, Auberge de Jeunesse du Moulin Blanc (Prix national du Ministère de la Jeunesse et des Sports en 1991), Brest, Finistère,

## Chronologie de ses réalisations
Format: date, dénomination ou descriptif avec nom de maître d'ouvrage si disponible, commune, département,
- 1954, Château d'eau, Schleithal, Bas-Rhin,
- 1954, Château d'eau, Kesseldorf, Bas-Rhin,
- 1954, Château d'eau, Oberroedern, Bas-Rhin,
- 1954, Château d'eau, La Blies, Moselle,
- 1955, Maison individuelle Mopin, Lagny, Seine-et-Marne,
- 1955-1957, logement social Opération Logico,, Région parisienne,
- 1955-1958, Piscine, Selestat, Bas-Rhin,
- 1955, Maison individuelle Boeglin, Haguenau, Bas-Rhin,
- 1958-1980, Centre de vacances familiales expérimental JPA du château de Viazac, Viazac, Lot,
- 1960, Auberge de Jeunesse, Savines-le-Lac, Hautes-Alpes,
- 1960, Centre d'Accueil pour travailleurs étrangers ONU, Sucy-en-Brie, Val-de-Marne,
- 1961-1963, Maison paroissiale, Sèvres, Hauts-de-Seine,
- 1961-1966, Maison individuelle, Quiers, Seine-et-Marne,
- 1961-1970, Institut médico-professionnel JPA, Lavaur, Tarn,
- 1962-1963, Centre international d'étudiants africains ONU, Massy, Essonne,
- 1962-1967, Auberge de jeunesse, Trebeurden, Côtes-du-Nord,
- 1963-1968, Centre de vacances FRANCA, Port Mort, Eure,
- 1963-1968, Centre pour Pupilles de la Nation JPA, Bordeaux-Saint-Clair, Seine-Maritime,
- 1963-1981, Immeubles îlot Reuilly-Picpus, Paris 12e, Seine,
- 1964, École d'infirmières des Diaconesses de Reuilly, Paris 12e, Seine,
- 1964-1965, Auberge de jeunesse, Anglet, Pyrénées-Atlantiques,
- 1964-1973, Centre de vacances du Four JPA classé au patrimoine du XXe siècle, Cieux, Haute-Vienne,
- 1965-1969, Village de vacances du Lac du Gril classé au patrimoine du XXe siècle, Egletons, Corrèze,
- 1965, Maison individuelle Ricordeau, Omonville-la-Rogue, Manche,
- 1966-1972, Maison de Retraite de l'Assistance Publique, Montfort-l'Amaury, Yvelines,
- 1966-1968, Auberge de Jeunesse, Venissieux, Rhône,
- 1967-1972, Centre de formation des CEMÉA, Bénouville, Calvados,
- 1967-1973, Centre de vacances familiales du Ministère de l'Agriculture, Murol, Puy-de-Dôme,
- 1968-1974, Centre de vacances polyvalent du Comité d'Entreprise Thomson-Houston, Arêches, Savoie,
- 1969, Auberge de Jeunesse, Choisy-le-Roi, Val-de-Marne,
- 1969-1980, Centre de Gériatrie Claire Demeure, Versailles, Yvelines,
- 1970-78, Immeubles Liges de la Compagnie d'Assurance La Paternelle, Paris 12e, Seine,
- 1971, Maison de la Jeunesse, Gentilly, Val-de-Marne,
- 1973, Restaurant du Crédit Foncier en sous-sol pour 2400 personnes Place Vendôme, PARIS 1er, Seine,
- 1974-1978, Institut Sainte-Clotilde comprenant CES Internat Gymnase Chapelle, Paris 12e, Seine,
- 1974-1980, Maison individuelle Grausse, Vezac, Dordogne,
- 1975-1977, Auberge de Jeunesse, Lorient, Morbihan,
- 1976, Centre de vacances maternelles du Ministère des Finances conçu avec la JPA, Ballan-Miré, Indre-et-Loire,
- 1978-1987, logements commerces bureaux quartier Saint-Dominique, Châlons-en-Champagne, Marne,
- 1979-1983, Logements et ateliers expérimentaux (bois) du Ministère de l'Équipement, Paris 13e, Seine,
- 1983, Auberge de Jeunesse du Moulin Blanc (Prix national du Ministère de la Jeunesse et des Sports en 1991), Brest, Finistère,
- 1984-1989, logements et bureaux expérimentation PIP du Ministère de l'Équipement, Saint-Denis, Seine-Saint-Denis,
- 1985, logements sociaux expérimentation PIP du Ministère de l'Équipement, Sevran, Seine-Saint-Denis,
- 1985-1987, 40 logements sociaux, Saulx-les-Chartreux, Essonne,
- 1985-1989, 40 logements sociaux en système industrialisé panneaux bois, Oberhausbergen, Bas-Rhin,
- 1985-1990, siège de la Direction régionale de l'Agriculture et de la Forêt, Châlons-en-Champagne, Marne,
- 1985-1990, Groupe scolaire trois niveaux avec Gymnase ZAC des Amandiers, Paris 20e, Seine,
- 1987, 100 logements sociaux rue de Bercy, Paris 12e, Seine,
- 1988, Ensemble immobilier et école maternelle rue de Reuilly, Paris 12e, Seine,
- 1989, 69 logements sociaux et bureaux avenue de la Porte de Clichy, Paris 17e, Seine,
- 1990, logements et des studios d'artistes ZAC Dupleix, Paris 15e, Seine,
- 1990-1996, Poste de Commandement de la Compagnie des Sapeurs Pompiers du Fort de La Briche, Saint-Denis, Seine-Saint-Denis,
- 1997, 140 logements sociaux et commerces Porte d'Aubervilliers, Paris 19e, Seine,

## Publications
- Construire en bois, avec Thomas Herzog, Julius Natterer, Michaël Volz et Wolfgang Winter, Lausanne : Presses polytechniques et universitaires romandes, 2012, 376 p. (Atlas de la Construction)
- Roland Schweitzer, un parcours d'architecte, 1954-2014, éd. Arsign, 2014  (ISBN 978-2-9546597-0-1)
- Roland Schweitzer. Modernité et longue durée, Amandine Diener, Daniel le Couédic: Éditions du patrimoine. Collection Carnets d'architecte, 2025, 216 pages (ISBN : 9782757709870)